# Tuohetaerbieke Tanglatihan
Tuohetaerbieke Tanglatihan (en chino: 托合塔尔别克 唐拉提汗; Urumqi, 18 de noviembre de 1996) es un deportista chino que compite en boxeo. Ganó una medalla de plata en el Campeonato Mundial de Boxeo Aficionado de 2023, en el peso semipesado.

## Palmarés internacional
| Campeonato Mundial | Campeonato Mundial   | Campeonato Mundial | Campeonato Mundial |
| Año                | Lugar                | Medalla            | Categoría          |
| ------------------ | -------------------- | ------------------ | ------------------ |
| 2023               | Taskent (Uzbekistán) | Medalla de plata   | 80 kg              |